# Liste der Kulturdenkmäler in Bärweiler
In der Liste der Kulturdenkmäler in Bärweiler sind alle Kulturdenkmäler der rheinland-pfälzischen Ortsgemeinde Bärweiler aufgeführt. Grundlage ist die Denkmalliste des Landes Rheinland-Pfalz (Stand: 2. August 2023).

## Denkmalzonen
| Bezeichnung                              | Lage                                | Baujahr | Beschreibung                                          | Bild            |
| ---------------------------------------- | ----------------------------------- | ------- | ----------------------------------------------------- | --------------- |
| Denkmalzone Jüdischer Friedhof Bärweiler | südlich des Ortes am Judenkopf Lage | 1824    | 1824 bis 1886 belegt; zwei Grabsteine und zwei Sockel | Fotos hochladen |

## Einzeldenkmäler
| Bezeichnung                           | Lage                               | Baujahr         | Beschreibung                                                                | Bild            |
| ------------------------------------- | ---------------------------------- | --------------- | --------------------------------------------------------------------------- | --------------- |
| Backhaus                              | Hauptstraße, gegenüber Nr. 10 Lage | 17. Jahrhundert | ehemaliges Backhaus, wohl aus dem 17. Jahrhundert                           | Fotos hochladen |
| Katholische Kirche St. Johann Baptist | Hauptstraße 12 Lage                | 1770            | spätbarocker Saalbau, Bruchstein, 1770, Hofbaumeister Johann Thomas Petri   | Fotos hochladen |
| Schulhaus                             | Hauptstraße 45 Lage                | 1913            | ehemalige Schule; villenartiger zweiteiliger Heimatstilbau, bezeichnet 1913 | Fotos hochladen |
| Evangelische Kirche                   | Neugasse 3 Lage                    | vor 1509        | Saalbau, im Kern gotisch (vor 1509), um 1800 überformt, 1955/56 erweitert   | Fotos hochladen |

## Ehemalige Kulturdenkmäler
| Bezeichnung | Lage               | Baujahr                           | Beschreibung | Bild            |
| ----------- | ------------------ | --------------------------------- | --- | --------------- |
| Hofanlage   | Vordergasse 8 Lage | erste Hälfte des 19. Jahrhunderts | Hofanlage; Wohnstallhaus, bezeichnet 1887; Wohnteil, teilweise Fachwerk, erste Hälfte des 19. Jahrhunderts; Wohnhaus, Mitte des 19. Jahrhunderts; abgebrochen und aus Denkmalliste gelöscht | Fotos hochladen |